# Sakartwelo
Sakartwelo – kompleks czterech skoczni narciarskich, położonych w Bakuriani w Gruzji. Są to jedyne obiekty umożliwiające oddawanie skoków narciarskich w kraju.
Z powodu nieużytkowania są bardzo zniszczone, dlatego oddawanie na nich skoków nie jest do końca bezpieczne. Jednak od 2011 roku, najmniejsza skocznia o punkcie K45 jest używana. Rok później rozegrano nawet na niej mistrzostwa Gruzji w skokach narciarskich.